# デトロイト湖

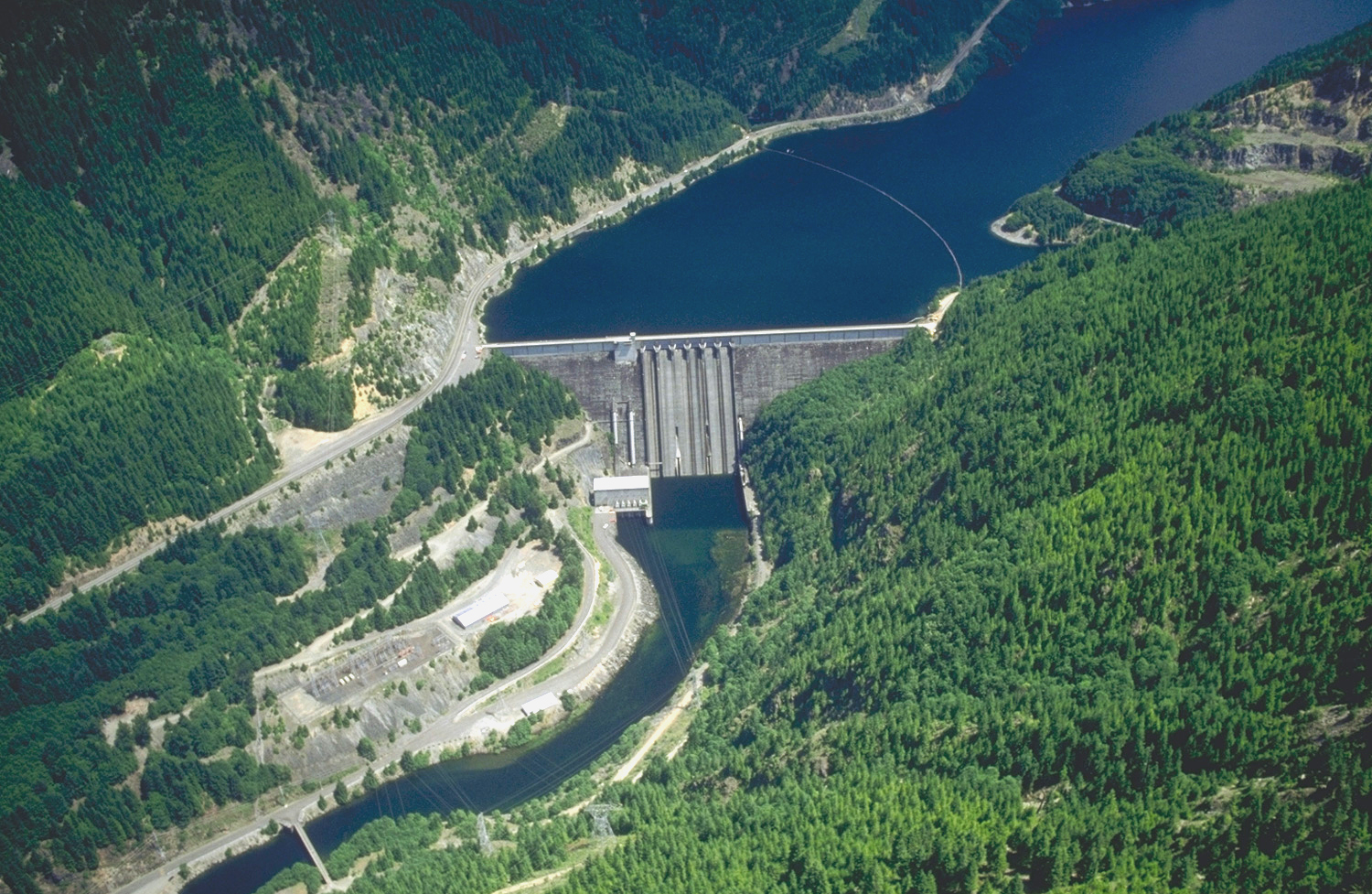
デトロイトダムによって湛えられたデトロイト湖

デトロイト湖（デトロイトこ、英: Detroit Lake）は、アメリカ合衆国のオレゴン州セイラムから南東に74kmのところにある、コロンビア川水系ノースサンティアム川のデトロイトダムによって作られる貯水湖である。現在は人気のある釣り場・休養地になっている。周囲をオレゴン州道22号線が走っている。セイラムの町やその近隣地域で使用される水が蓄えられている。
湖は本来は主に洪水調節と水力発電用であったが、オレゴン州西部における主要なレクリエーションの場所となった。